# 拉普拉德
拉普拉德（法語：Laprade，法語發音：[lapʁad] ⓘ）是法国夏朗德省的一个市镇，属于昂古莱姆区。

## 地理
拉普拉德（45°16'39"N, 0°11'4"E）面积10.17 平方千米，位于法国新阿基坦大区夏朗德省，该省份为法国西部内陆省份，北起德塞夫勒省和维埃纳省，东临上维埃纳省，东南至多尔多涅省，南至多爾多涅省，西接滨海夏朗德省。
与拉普拉德接壤的市镇（或旧市镇、城区）包括：德罗讷河畔欧布泰尔、纳比诺、皮亚克、圣罗曼、小贝尔萨克、佩里戈尔地区圣普里瓦。

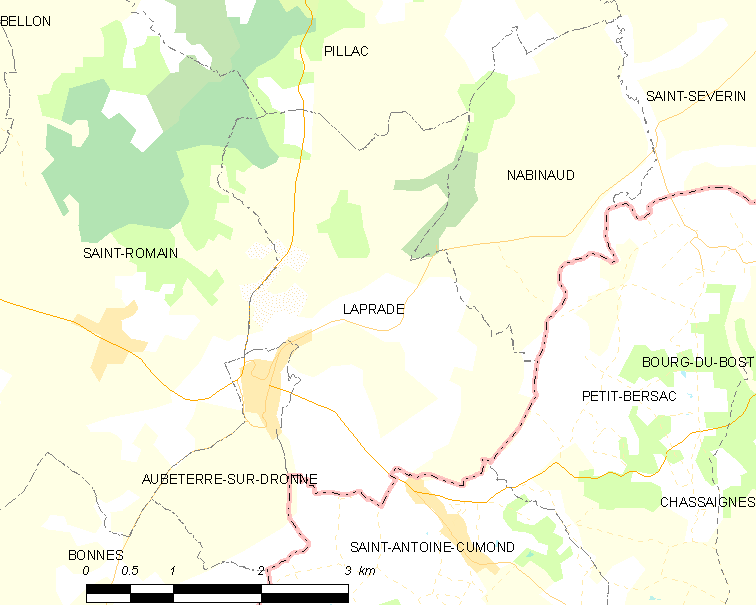
拉普拉德的OSM定位图

拉普拉德的时区为UTC+01:00、UTC+02:00（夏令时）。

## 行政
拉普拉德的邮政编码为16390，INSEE市镇编码为16180。

## 政治
拉普拉德所属的省级选区为蒂德-拉瓦莱特县。

## 人口

1962-2008年间拉普拉德人口变化图示

拉普拉德于2022年1月1日时的人口数量为249人。